# 格雷厄姆·曼
格雷厄姆·曼（英語：Graham Mann，1924年6月26日—2000年4月1日），英国男子帆船运动员。他曾代表英国参加1956年和1960年夏季奥林匹克运动会帆船比赛，其中1956年奥运会获得一枚铜牌。